# Pfalzmarkt
Der Pfalzmarkt (Pfalzmarkt für Obst und Gemüse eG) ist eine eingetragene Genossenschaft nach deutschem Genossenschaftsrecht und gilt als Erzeugerorganisation für Obst und Gemüse nach der EG-Verordnung (EG) 2002/96. Auf der Anbaufläche der Genossenschaftsmitglieder (über 15.000 Hektar) werden mehr als 230.000 Tonnen Obst und Gemüse im Jahr produziert. 95 Prozent der Warenmenge macht Gemüse aus, vor allem Radieschen, Karotten, Blumenkohl, Feldsalat, bunte Salate und Lauch (Porree).

## Unternehmensgeschichte
Die „Pfalzmarkt für Obst und Gemüse eG“ hat ihren Ursprung in der Gründung der „Pfälzischen Gemüsezentrale, Arbeitsgemeinschaft der Genossenschaftsverbände Landau und Ludwigshafen a.Rh. GmbH“, Schifferstadt am 14. Oktober 1926.
Nach Auflösungen, Gründungen, Verschmelzungen und Fusionen wurde mit dem Verschmelzungsvertrag vom 28. November 1985 zwischen der „Obst- und Gemüsegroßmarkt Schifferstadt eG“ und der „Obst- und Gemüsegroßmarkt Südpfalz-Landau eG“ das wichtigste und größte, geschlossene Anbaugebiet für Freilandgemüse zusammengefügt, um der starken Konkurrenzsituation in der Pfalz, der zunehmenden Konzentration im Lebensmitteleinzelhandel und der sich verschärfenden Konkurrenz aus dem Ausland begegnen zu können.
Die neue „Pfalzmarkt für Obst und Gemüse eG“ bezog 1987 den neuen Standort in Mutterstadt, Neustadter Straße mit einer mittlerweile überdachten Fläche von ca. 42.000 m2.
Nach der Fusion mit der „Obst und Gemüsegroßmarkt Maxdorf-Lambsheim eG“ im Jahre 2013 gehört die „Pfalzmarkt für Obst und Gemüse eG“ zu den bedeutendsten Obst- und Gemüsevermarktern in Europa. Die Produktpalette von 120 verschiedenen Erzeugnissen mit Radieschen, Bundzwiebeln, Karotten, Salat, Feldsalat, Blumenkohl und Kohlrabi als Hauptkulturen entspricht Vorgabe der IFS Standards.

## Struktur
Die „Pfalzmarkt für Obst und Gemüse eG“ unterhält Standorte im pfälzischen Mutterstadt (Hauptsitz) und Hatzenbühl. Zum Jahresende 2019 hatte die Genossenschaft 1.397 Mitglieder. Hiervon waren circa 120 aktive Erzeuger von Gemüse oder Obst.
Die GemüseGarten Rhein-Pfalz GmbH ist 100%ige Tochter der Genossenschaft.

## Daten
- Betriebsstätten: 2
- Lagerfläche: 100.000 m²